# アルチーデ・デ・ガスペリ
アルチーデ・アメデオ・フランシスコ・デ・ガスペリ（イタリア語: Alcide Amedeo Francisco De gasperi,1881年4月3日 - 1954年8月19日）は、イタリアの政治家。
国家元首代行、イタリア王国首相（第64代）、イタリア共和国首相（初・2・3・4・5・6・7代）、外相、内相、欧州石炭鉄鋼共同体共同総会議長（第2代）を歴任した。
キリスト教民主主義の創設者。1945年から1953年にかけて8つの連立政権で首相を務めた。首相在任は7年8か月（2808日）に及び、これは戦後イタリアにおいて連続在任では1位、通算在任でも第2位の記録となっている。また、フランスのロベール・シューマン、西ドイツのコンラート・アデナウアーらと並んで欧州連合の父のひとりに数えられている。

## 生涯

### 若年期
オーストリア＝ハンガリー帝国領チロル地方(チロル伯領)のピエーヴェ・テジーノ（後のイタリア共和国トレンティーノ）に生まれる。父は地元の警察官で、経済的にはあまり豊かではなかった。1896年以降、デ・ガスペリは社会的キリスト教運動に加わる。1900年、デ・ガスペリはウィーン大学の文学・哲学部に進み、そこでキリスト教学生運動立ち上げの中心的な役割を果たす。またこのころ、デ・ガスペリは1891年にレオ13世が発表した回勅『レールム・ノヴァールム』に大きな影響を受ける。1904年、デ・ガスペリはあるイタリアの大学を支持する学生デモ活動に積極的に参加していた。インスブルックにおいてイタリアの大学の法学部が開設される際にデ・ガスペリは20日の間身柄を拘束されていた。1905年、デ・ガスペリは哲学の学位を取得した。
1905年、デ・ガスペリはLa Voce Cattolica紙の編集として就職する。同紙は1906年にIl Trentinoとなり、デ・ガスペリは引き続きIl Trentinoで編集となる。Il Trentinoにおいてデ・ガスペリはヴェルシュティロルにおける文化的自治を支持し、またトレンティーノでのイタリア文化の保護、チロルにおけるドイツの急進的民族主義者によるゲルマン化計画に反対する立場をとった。しかし、デ・ガスペリはトレンティーノがオーストリア＝ハンガリーに属するべきかどうかということについては疑問を持つことはなく、住民投票を実施すれば90%のトレンティーノの住民が帝国に留まることを選択するだろうと主張した。
1911年、デ・ガスペリはトレンティーノ大衆政治同盟に属してオーストリア帝国議会の議員となり、その後の6年間の任期を務めた。第一次世界大戦中はウィーンに滞在し、戦争に対しては中立の立場を保った。デ・ガスペリは戦後自らの故郷がイタリア領となったことにより、イタリアの市民権を得ることになった。

### 反ファシズム
1919年、デ・ガスペリはルイジ・ストゥルツォとともにイタリア人民党の創設に加わった。デ・ガスペリは1921年から1924年にかけて、ファシズムが台頭するこの時期にイタリア議会の議員となる。当初デ・ガスペリは1922年10月のベニート・ムッソリーニ政権発足時において人民党の政権参加を支持していた。
ムッソリーニの体制が強化されるにつれ、デ・ガスペリは行政権とアチェルボ法による選挙制度といった憲法に関わる変更をめぐってファシストとの間で亀裂を生じた。そしてファシストが合法的な政党に対して迫害を加え、それによりジャコモ・マッテオッティ殺害にいたったことでデ・ガスペリはファシストと袂を分かつことになる。この結果、人民党は分裂することになり、1924年5月になるとデ・ガスペリは反ファシスト派の代表となる。1926年11月、ファシストからのあからさまな暴挙・脅迫が頂点に達し、人民党は解散を命じられた。
1927年3月、デ・ガスペリは逮捕され、4年間の投獄が命じられた。このとき教皇庁はデ・ガスペリの釈放を求めた。投獄されてからの1年半の間にデ・ガスペリは体調を崩した。1928年7月に釈放されるが、デ・ガスペリは職を持つことができず経済的に困難な状況に陥るが、1929年には教会との関係を頼ってバチカン図書館で目録製作員の職を得ることができ、その後1943年7月のファシズム体制崩壊までの14年間、バチカン図書館で働くことになった。

### キリスト教民主主義の創設
第二次世界大戦中、デ・ガスペリは人民党のイデオロギーを引き継ぐ政党「キリスト教民主主義」の創設に参加した。ただし同党は当時、非合法政党とされた。1943年1月に、デ・ガスペリは党の綱領であるIdee ricostruttiveを発表した。
イタリアが第二次世界大戦において連合国に降伏し、ベニート・ムッソリーニがドイツ軍の手を借りて北部に逃亡した翌年の1944年に、デ・ガスペリは党の初代党首に就任する。さらに6月にローマが連合国軍に占領されピエトロ・バドリオが政権を退いたことにより、デ・ガスペリは当初は無任所大臣、その後外相に就任する。しかしその後1945年に至るまで、イタリアは北部がドイツ軍に占領されていたままであった。
デ・ガスペリはキリスト教民主主義において圧倒的な存在となり、また同党はその後の10年間において議会の最大政党となる。デ・ガスペリの党の運営はほぼ完全なものと見られていたが、デ・ガスペリ自身は社会改革や外交政策においてさまざまな勢力や利害の均衡、とくにバチカンとの関係には細かな配慮することが求められた。

### 首相在任中
1945年12月9日、デ・ガスペリはイタリア共産党、イタリア社会党と連立内閣を組んで首相に就任する。このとき共産党党首パルミーロ・トリアッティが副首相に就く。デ・ガスペリは連合国による対イタリア講和条約の条件緩和を試み、また共産党は反対したが、マーシャル・プランによる財政・経済支援を確保した。
なお、その後の共産党との関係は、1947年5月に連立内閣の総辞職、同月に再組閣した際に連立内閣から排除して解消するに至った。
1945年から1953年にかけてデ・ガスペリはキリスト教民主主義を中心とした8期連続の政権で首相を務めた。7年8か月という在任期間は、連続したものとしては戦後イタリアで最長となっている。デ・ガスペリの首相在任中、1946年のイタリア共和政移行、1947年の講和条約調印、1949年の北大西洋条約機構加盟、そしてアメリカ合衆国との同盟締結はマーシャル・プランによるイタリア経済の復興につながっていった。また同年、イタリアは欧州石炭鉄鋼共同体に加盟し、同共同体はのちに欧州連合へと発展していった。
1946年6月に王政維持か共和政移行かを決める国民投票が行われ、共和政移行が54%を占める結果となった。パリでの第二次世界大戦講和会議に出席するイタリア代表団の長として、デ・ガスペリは連合国からイタリアの主権を保障する譲歩を得た。1947年のパリ条約により、イタリア東部の国境地帯がユーゴスラビアに割譲され、またトリエステは自由地域としてイギリス・アメリカとユーゴスラビアとの間で分割されることになった。
デ・ガスペリの外交政策で最も特筆される成果は、1946年9月のオーストリアとの間で結んだグルーバー＝デ・ガスペリ協定であり、同協定はデ・ガスペリの出身地である南チロルを自治地域とすることを定めたものである。

### アメリカの支援
デ・ガスペリはアメリカから強い支持を受けていた。アメリカはデ・ガスペリが押し寄せる共産主義の波、とくに西ヨーロッパの民主主義国で最大の共産主義政党であるイタリア共産党に対抗することができる人物であると見ていた。
1947年にデ・ガスペリはアメリカを訪問する。この訪米の最大の目的は停滞していた対イタリア講和条約に盛り込まれる条件の緩和と迅速な経済支援を得ることであった。10日間にわたったデ・ガスペリの訪米はタイム誌のオーナーであるヘンリー・ルースと、その妻で後に駐ローマ大使となるクレア・ルースが調整したものだったが、そのためもあってアメリカのメディアは概ねデ・ガスペリに対して好意的なものが目立ち、このメディアにおける勝利がこの訪米の成功のカギとなった。
アメリカでデ・ガスペリは、財政的には決して巨額とはいえないが、政治的には大きな意味を持つ1億ドルの経済支援を確保することができた。デ・ガスペリはこれについて、イタリア世論はこの経済支援をアメリカのデ・ガスペリ政権に対する信任の表れととらえるだろう表明した。また東西に分裂した欧州の対立が色濃くなりはじめていた当時にあって、共産党とは一線を画すデ・ガスペリ政権の立場を強調することにもなると説明している。さらにデ・ガスペリは帰国の際に、アメリカの外交政策が早晩ソビエトの影響を欧州から排除する方向へと転換するという情報を入手すると、帰国後の5月には共産党と左派社会党との連立解消に踏み切った。この訪米の成功とその後の政権運営はイタリア国内でもデ・ガスペリの評価を高めることにつながった。

### 1948年の選挙

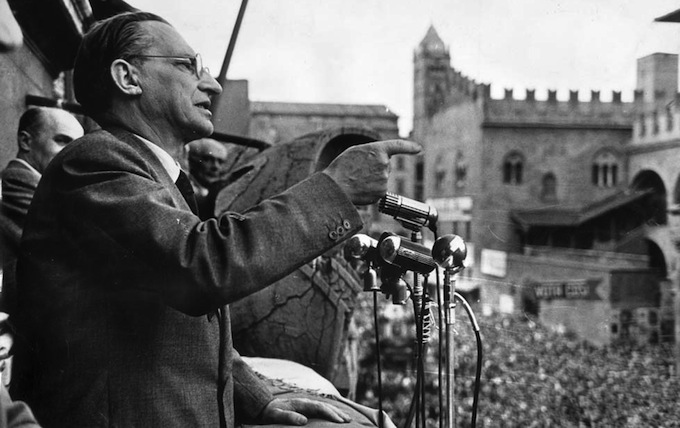
ボローニャで演説するデ・ガスペリ（1951年）

1948年4月の総選挙はソビエト連邦とアメリカとの間での冷戦という状況が大きな影響を与えるものとなった。ソビエトに影響を受けた1948年2月のチェコスロバキアでの共産党によるクーデターののち、アメリカはソビエトの意図を警戒し、またイタリアでの総選挙で左派連合が勝利することになれば、ソビエトの支援を受けるイタリア共産党によりイタリアがソビエト連邦の影響下に引き込まれることになるということを恐れた。
選挙運動はイタリア史上類を見ないほどの論戦と熱狂を伴うものとなった。イタリアのカトリック教会は共産系候補に投票しないよう強く働きかけた。またキリスト教民主主義のプロパガンダでは「共産主義国では子どもが親を刑務所に送る」、「共産主義国では子どもは国家によって所有される」、「共産主義国では国民が自分の子どもを食べる」と繰り広げたり、また左派が政権を取ればイタリアに災難が降りかかるといった論調を展開したりした。
アメリカでは、人民民主戦線などの共産主義が勝利することを阻止するための選挙運動が展開された。イタリア系アメリカ人にはイタリア国内にいる親族に対して手紙を書くことが奨励された。イタリア系アメリカ人の人気歌手であるフランク・シナトラはラジオ局「ボイス・オブ・アメリカ」の番組にも登場した。中央情報局は国家安全保障局と大統領トルーマンの同意の下で反共産主義候補に非合法的な協力を行っていた。
さらにジョセフ・P・ケネディとクレア・ブース・ルースは、キリスト教民主主義のために200万US$を集める支援を行った。タイム誌は選挙活動を支持し、1948年4月19日には表紙にデ・ガスペリを載せ、特集記事を掲載した。なおデ・ガスペリは総選挙期間中である1953年5月25日のものに再び表紙に登場し、詳細な経歴が掲載されている。
もちろんソビエト連邦はイタリア共産党をはじめとする左派候補のために合法、非合法を問わず様々な支援を行ったが、イタリア人移民が多いアメリカによるキリスト教民主主義に対する支援は、質も規模もソビエト連邦のものを上回った。
キリスト教民主主義は48%を得票して圧勝した。この得票率は同党の歴史でも最高のものであり、以降この記録は塗り替えられることはなかった。一方で共産主義系は1946年の選挙での得票の半分にとどまった。キリスト教民主主義は議席の過半数を獲得し、デ・ガスペリは新たな中道政権を形成した。その後の5年間、デ・ガスペリはイタリアの首相に在任することになる。ニューヨーク・タイムズの特派員アン・マコーミックは「デ・ガスペリの政策は忍耐のあるものだ。彼は前途に取り組まなければならない爆発しそうな問題があると感じているようだが、おそらくこの地雷を探るような手法がイタリアという国の均衡をもたらす安定力なのであろう」と伝えている。

### 首相退任

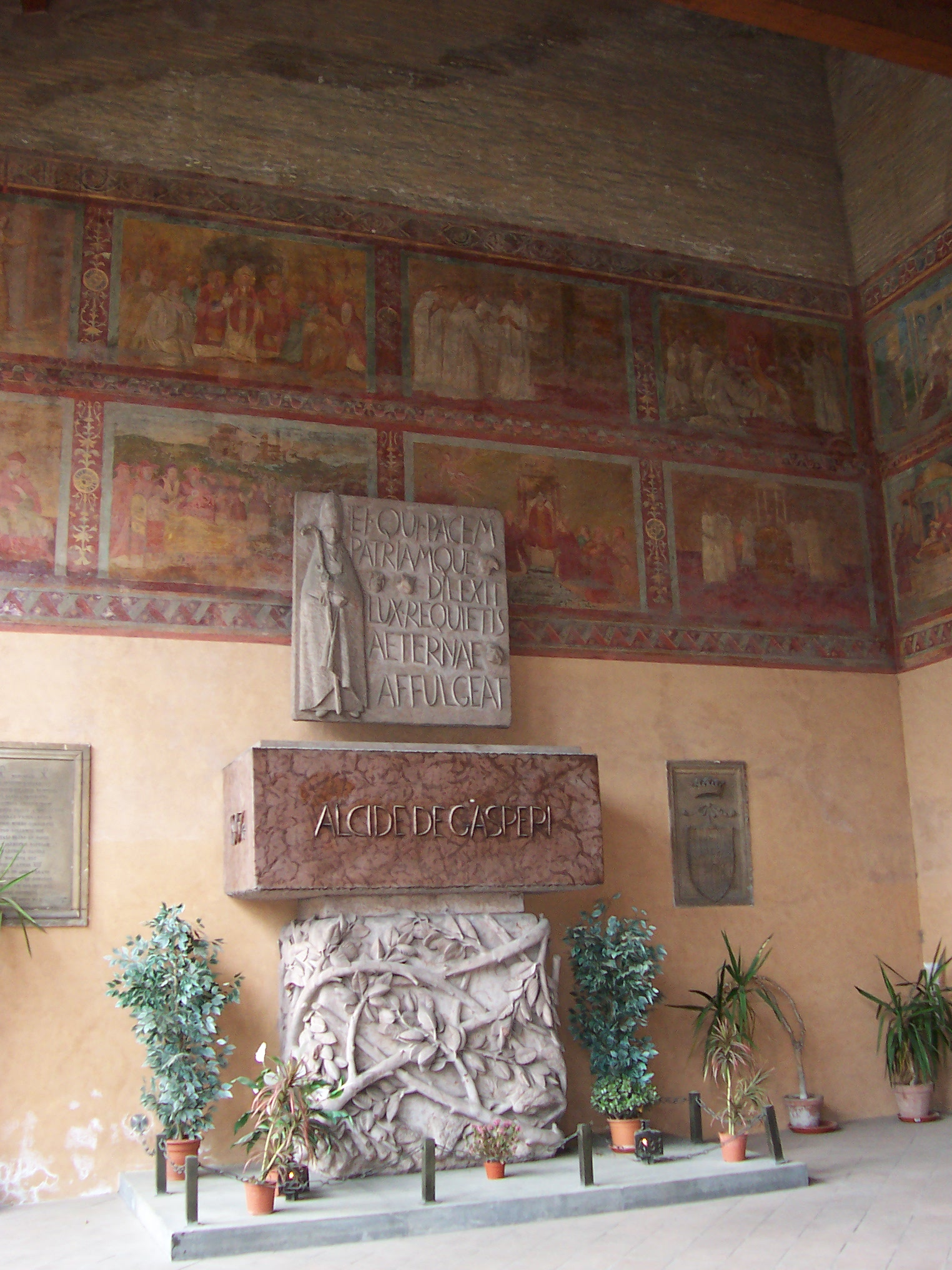
サン・ロレンツォ・フオーリ・レ・ムーラ大聖堂にある墓所

1952年、党はデ・ガスペリの政府と党における立場を圧倒的に支持していた。ところがこの支持はデ・ガスペリの凋落の始まりでもあった。党内で現れはじめた左派勢力はデ・ガスペリに対して批判を展開しだしたのである。デ・ガスペリが社会・経済改革に対する慎重な姿勢をとったこと、改革論議を抑圧していたこと、党よりも政府の利益を優先させたことが槍玉に挙げられた。
1953年の総選挙でキリスト教民主主義が過半数を獲得できず、デ・ガスペリは自らの政策を実現できる政権を構築することができなくなり、首相を退くことを余儀なくされた
。翌年には党首の座をも明け渡すことになった。
その2か月後の1954年8月19日、デ・ガスペリは故郷トレンティーノのセッラ・ディ・ヴァルスガーナ（ボルゴ・ヴァルスガーナの一地区）でその生涯を終えた。遺体はローマのサン・ロレンツォ・フオーリ・レ・ムーラ大聖堂に葬られた。その後1993年にデ・ガスペリの列福の手続きが開始された。
デ・ガスペリに秘書として仕え、のちに首相となったジュリオ・アンドレオッティはデ・ガスペリについて「泥沼となるような闘争を嫌っていた。彼は私たちに妥協点を模索することや調停することを教えてくれた」と述べている。

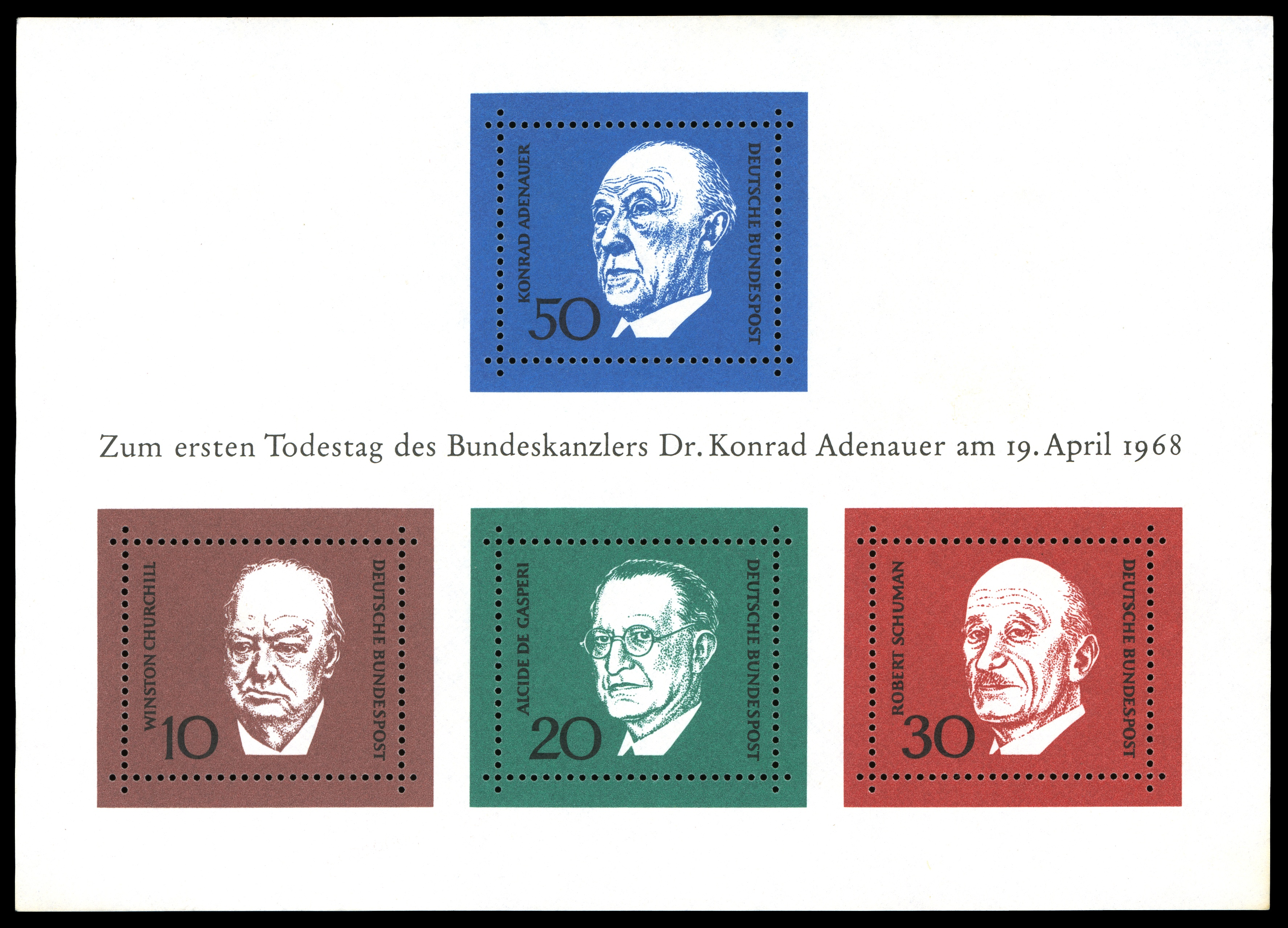
西ドイツで発行されたアデナウアー死去1周年の記念切手（1968年）下左からチャーチル、デ・ガスペリ、シューマン

デ・ガスペリは欧州連合創設の父の1人に数えられることがある。ヨーロッパの統合が動き出したころからデ・ガスペリ、ロベール・シューマン、コンラート・アデナウアーは定期的に会談していた。
デ・ガスペリは欧州評議会創設を促し、ヨーロッパの統合過程の先駆けで1952年に発足することとなる欧州石炭鉄鋼共同体の創設をうたったシューマンの構想を支持した。1954年には欧州石炭鉄鋼共同体の共同総会議長に指名され、また実現には至らなかったものの、デ・ガスペリは欧州防衛共同体構想の発展に寄与していた。
1952年、デ・ガスペリはドイツのアーヘン市がヨーロッパの理念と平和に貢献した人物に贈るカール大帝賞を授与された。